# Homogyna sanguicosta
Homogyna sanguicosta is een vlinder uit de familie wespvlinders (Sesiidae), onderfamilie Sesiinae.
Homogyna sanguicosta is voor het eerst wetenschappelijk beschreven door Hampson in 1919. De soort komt voor in het Afrotropisch gebied.